# Bernd H. Mühlbauer
Bernd H. Mühlbauer ist ein deutscher Ökonom. Sein Schwerpunkt ist das Gesundheitswesen. Er lehrt an der Westfälischen Hochschule in Gelsenkirchen.

## Leben
Mühlbauer studierte an der Bergischen Universität Wuppertal und ist seit 1983 in der Beratung tätig. Nach dem Studium arbeitete er bei einer amerikanischen Wirtschaftsprüfungsgesellschaft Ernst & Young und führte Wirtschaftlichkeitsprüfungen von Krankenhäusern in ganz Deutschland durch. 1984 wurde er wissenschaftlicher Mitarbeiter am Institut für Gesundheitssystemforschung in Kiel (Direktor Fritz Beske MA). 1986 wechselte er an die Universität Witten/Herdecke, wo er die universitätsnahe Beratungsgesellschaft EPOS gemeinsam mit Ekkehard Kappler als Geschäftsführer leitete. 
Im Jahre 1990 gründete er eine eigene Beratungsfirma in Dortmund; die daraus hervorgegangene bh.m GmbH hat heute ihren Sitz in Herten. Mühlbauer ist Professor für Betriebswirtschaftslehre, insbesondere Management im Gesundheitswesen im Fachbereich Wirtschaft an der Westfälischen Hochschule in Gelsenkirchen. Er ist Mitglied des fachbereichsübergreifenden Institutes für Gesundheit an der Westfälischen Hochschule sowie Verwaltungsrat der Diakonie Mark-Ruhr.

## Veröffentlichungen
- E. Kappler, B. H. Mühlbauer, M. A. Bazan: ISDN im Krankenhaus – Anatomie eines Implementierungsversuches – Berichte und Materialien der ISDN-Kommission des Landes Nordrhein-Westfalen. Düsseldorf, 1994
- B. H. Mühlbauer, M. Eichhorn, J. Wenzel: DRGs in Deutschland – eine Einführung nicht nur für Ärzte. Eigenverlag, 2002
- R. Geisen, B. H. Mühlbauer (Hrsg.): Patient Katholisches Krankenhaus? Welches Relativgewicht hat Christlichkeit im DRG-Zeitalter? Schriftenreihe „Management und Humanität im Gesundheitswesen“, Bd. 5, LIT Verlag, Münster, 2003
- A. Kerres, B. Seeberger, B. H. Mühlbauer (Hrsg.): Lehrbuch Pflegemanagement III. Springer Verlag, Heidelberg, 2003
- B. H. Mühlbauer, Balk, U. Geißner (Hrsg.): Management und Pflege im DRG-Zeitalter. Luchterhand Verlag, Köln, 2003
- B. H. Mühlbauer: Prozessorganisation im DRG-geführten Krankenhaus. Wiley-VCH, Weinheim, 2004
- B. H. Mühlbauer: Krankenhaus- und Personalmanagement mit Zukunft – Konzepte, Perspektiven, Erfahrungen. 1. Auflage, Baumann Fachverlage, Kulmbach, 2009
- B. H. Mühlbauer / F. Kellerhoff / D. Matusiewicz (Hg.) Zukunftsperspektiven der Gesundheitswirtschaft, Lit Verlag, Münster 2012